# St.-Helena-Regenpfeifer

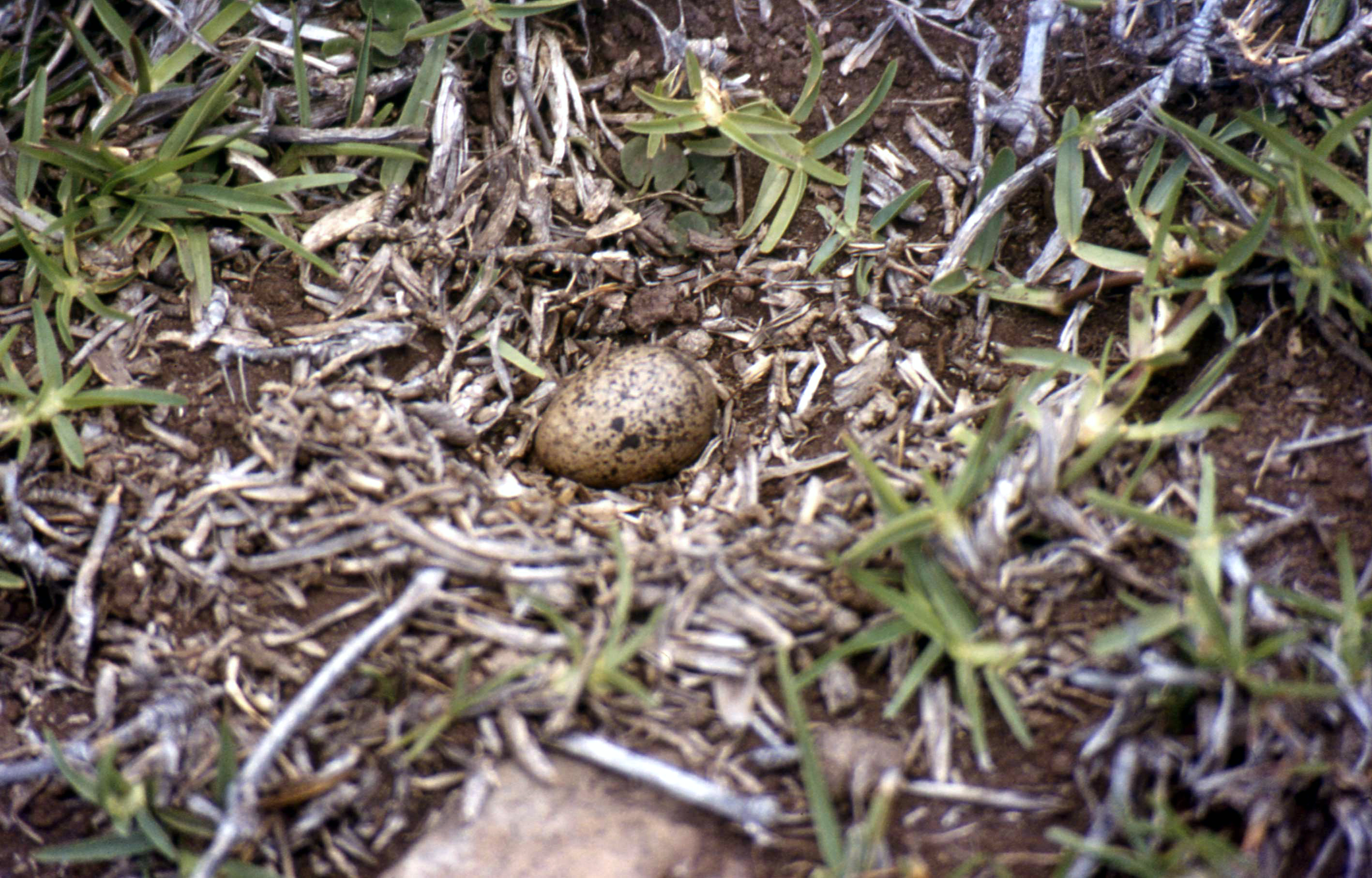
Nest mit einem Ei

Der St.-Helena-Regenpfeifer (Anarhynchus sanctaehelenae, Synonym: Charadrius sanctaehelenae), der wegen seiner dünnen Beine lokal als Drahtvogel (englisch Wirebird) bekannt ist, ist ein kleiner Watvogel, der auf der Insel St. Helena im mittleren Atlantik heimisch ist. Der Vogel ähnelt im Aussehen dem Hirtenregenpfeifer, der in Afrika südlich der Sahara beheimatet ist, ist jedoch etwas größer. Er ist der Nationalvogel von St. Helena und wurde auf den Münzen des Landes abgebildet. Der Gesamtbestand ist rückläufig. Zu den Bedrohungen zählen Katzen, die Einführung der Hirtenmaina, die Abholzung von Wäldern, die Nutzung von Geländefahrzeugen, der Flughafen St. Helena und ein geplanter Windpark. Im Jahr 2016 hatte sich der Bestand von einem früheren Tiefstand von weniger als 200 Tieren im Jahr 2006 auf etwa 560 erholt. Infolgedessen wurde die Art von ihrer vorherigen Einschätzung als Critically Endangered (vom Aussterben bedroht) auf Vulnerable (gefährdet) herabgestuft.

## Beschreibung
Der Hirtenregenpfeifer ist der nächste Verwandte des St.-Helena-Regenpfeifers. Letzterer ist mit einer ungefähren Größe von 15 cm im Allgemeinen größer, aber nicht so ausgeprägt wie der Hirtenregenpfeifer.
Der Vogel wurde 1638 erstmals erwähnt und ist der Nationalvogel von St. Helena, der auf dem Wappen und der Flagge der Insel abgebildet ist. Bei einigen älteren lokalen 5-Pence-Münzen, die vor 1998 ausgegeben wurden, befindet sich der Vogel auf der Rückseite.
Dieser Regenpfeifer ist das ganze Jahr auf den offenen Flächen von St. Helena beheimatet, und es wird vermutet, dass die weit verbreitete Abholzung der Wälder auf der Insel, obwohl sie für das Ökosystem der Insel im Allgemeinen schädlich ist, tatsächlich dieser besonderen Art zugutegekommen ist, da sie auf offenen Lichtungen im Wald lebt.

## Status und Erhaltung
Die Zahl der St.-Helena-Regenpfeifer schwankt, aber im Allgemeinen ist der Trend seit mindestens den 1970er Jahren rückläufig. Es wird angenommen, dass wilde Katzen und versehentlich eingeführte Ratten eine bedeutende Rolle für den Rückgang gespielt haben. Die Gründe für den vorherigen Rückgang und die anhaltende Hemmung des Bestandswachstums sind nach wie vor unklar. Der Verlust von Lebensräumen aufgrund von Änderungen in der landwirtschaftlichen Praxis und Zunahme invasiver Pflanzenpopulationen hat sich ziemlich sicher bemerkbar gemacht. Der zunehmende Einsatz von Geländefahrzeugen bedroht Nester und Eier. Wildkatzenpopulationen nehmen zu, da die Fangzahlen abgenommen haben. Die Bautätigkeit hat anscheinend einige der kleineren Subpopulationen zerstreut. Der neu gebaute Flughafen St. Helena in der Prosperous Bay Plain hat einen der wichtigsten Bereiche des verbleibenden Lebensraums verändert, zumal jetzt andere Grünlandflächen zur Wiederaufforstung vorgesehen sind, um die Wiederherstellung des Ökosystems der Insel zu unterstützen. Derzeit laufen Projekte unter der Leitung der RSPB, um die Vögel zu überwachen und ihren Populationsrückgang zu stoppen.